# 1855
Cette page concerne l'année 1855 (MDCCCLV en chiffres romains) du calendrier grégorien.
L'année 1855 est une année commune qui commence un lundi.

## Événements

### Afrique
- 9 février, Éthiopie : victoire de Cassa à la bataille de Deresgé sur le dejazmach Wube[1].
- 11 février : Cassa est couronné sous le nom de Téwodros II, premier négus moderne d'Éthiopie (fin en 1868)[1].
- 25 février : Faidherbe, à la bataille de Dioubouldou, vainc définitivement le Waalo, ce qui aboutira à son annexion par la France, premier pas vers la conquête coloniale du Sénégal[2].
- 11 avril : El Hadj Oumar Tall, partit en février à la conquête du Royaume bambara du Kaarta, s’empare de Nioro, capitale des Bambaras Massassi[3].
- 15 mai : les Portugais s’emparent du port d’Ambriz[4].
- 30 mai : début du règne de Mohammed Bey, bey de Tunis (fin le 22 septembre 1859)[5]. Il continue la politique de réforme entreprise sous Ahmed Ier Bey, s’inspirant des politiques menées à Constantinople et au Caire. Une partie de ses troupes combat aux côtés des Ottomans dans la guerre de Crimée. Il continue de gaspiller le trésor public en dépenses somptuaires.
- 25 juin, Madagascar : signature de la Charte Lambert[6]. Le Français Joseph Lambert, qui a soutenu la reine Ranavalona lors d’une expédition contre l’Anosi, est reçu à Tananarive. Il obtient de Rakoto, prétendant au trône, la signature d’un pacte secret qui accorde à la France le protectorat sur Madagascar. Napoléon III refuse d’en tenir compte pour ne pas mécontenter la Grande-Bretagne[7].
- 30 septembre : traité d’amitié et de commerce entre la France et le Khasso[8]. Faidherbe, Gouverneur du Sénégal, fait construire un fort à Médine pour y installer 1 300 militaires venus de Saint-Louis du Sénégal.

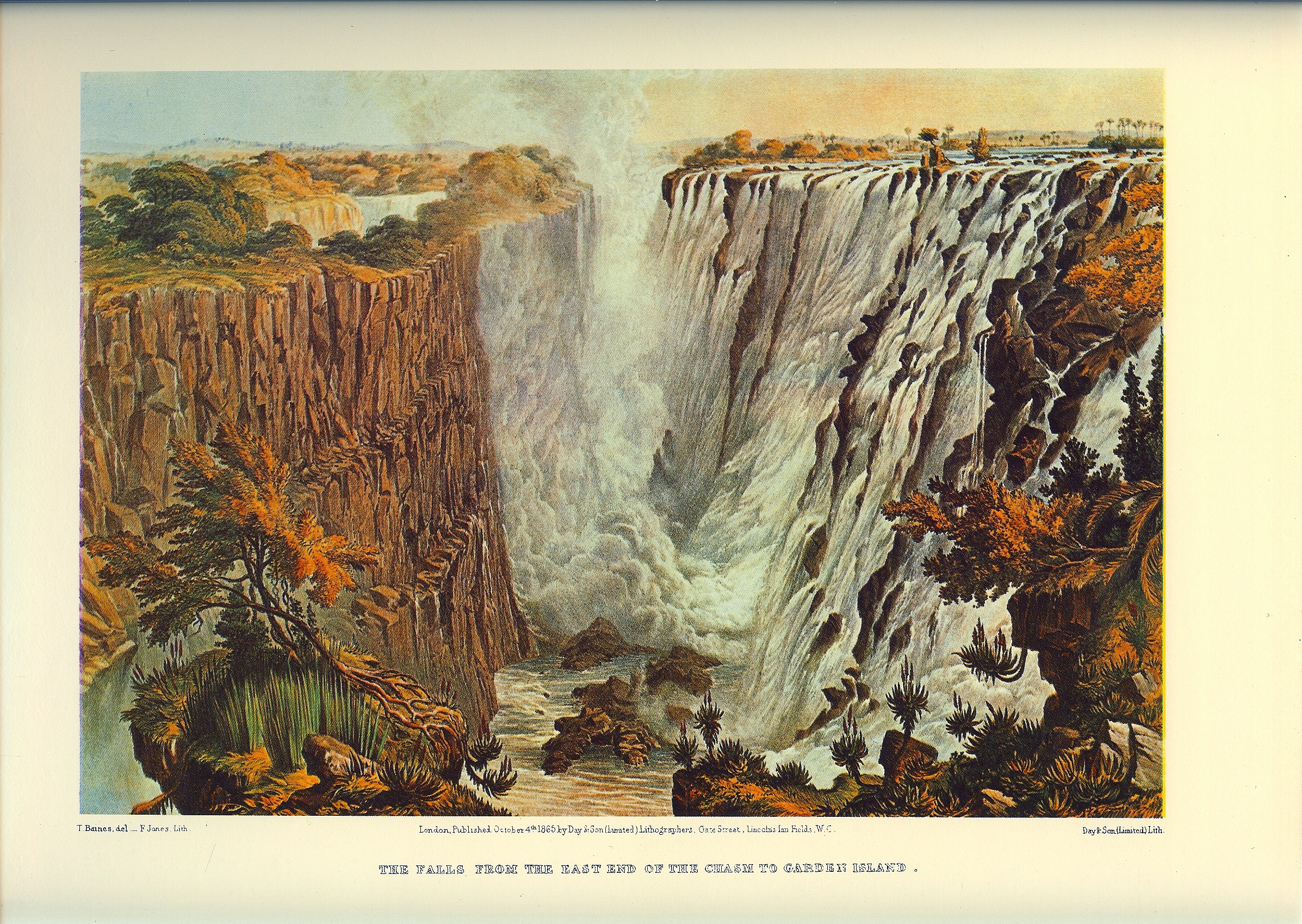
17 novembre : découverte des chutes Victoria. Gravure de Thomas Baines publiée en 1865

- 17 novembre : l’explorateur britannique David Livingstone découvre les chutes Victoria en Afrique méridionale[9].
- Le chef nyamwezi Ngelengwa, futur Msiri, venu de Tanzanie actuelle, mène une expédition militaire dans le Katanga (1855-1856)[10]. Il se mêle aux querelles locales, jouant le rôle de condottiere, ce qui lui permet d’accumuler du butin, de grossir ses troupes et d’apparaître comme l’inévitable recours. En révélant au Kazembe, dont le Katanga était tributaire, le secret de la vaccination contre la variole (inoculation), Msiri acquiert une réputation de chef guérisseur. Il se taille un empire katangais de 1860 à 1880.

### Amérique

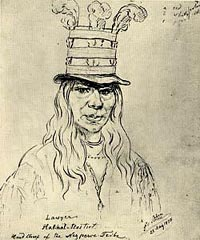
Lawyer, chef des Nez-Percés, signataire du traité de 1855

- 11 juin : traité entre les Nez-Percés et le gouvernement des États-Unis[11].
- 2 juillet : la première législature territoriale du Kansas réunie à Pawnee adopte une loi esclavagiste[12].
- 7 août : création de la colonie fouriériste du Texas sous le nom de Société de la Réunion, organisée à l’initiative des Français Victor et Clarisse Considerant, après avoir quitté la France comme bon nombre de républicains après le Coup d'État du 2 décembre 1851[13].
- 9 août, Mexique : Santa Anna est renversé par les libéraux conduit par Benito Juárez Garcia (Revolución de Ayutla)[14]. Réforme libérale au Mexique (1855-1857).
- 28 août, Uruguay : coup d’État contre le président Venancio Flores à Montevideo, mené par les conservateurs. Retour de Manuel Oribe. Les partis colorado et blanco signent un Pacte d’union le 11 novembre[15].

- 3 septembre, Nicaragua : victoire des mercenaires de William Walker à La Virgen. Il contrôle la capitale Granada le 13 octobre[16]. Les libéraux nicaraguayens font appel à un mercenaire du Sud des États-Unis, William Walker, pour les aider à évincer les conservateurs du pouvoir. La guerre entre libéraux et conservateurs ne tarde pas à se transformer en guerre nationale et même régionale lorsqu’il devient évident que Walker a des visées hégémoniques sur toute l’Amérique centrale et se fait proclamer président du Nicaragua en juillet 1856.
- 4 octobre : Juan Álvarez devient Président du Mexique. Il renonce à sa charge le 10 décembre au profit de Comonfort[14].
- 23 octobre-2 novembre : convention de Topeka. Les anti-esclavagistes du Kansas se dotent d’une nouvelle Constitution ratifiée le 15 décembre[17]. Le Kansas-Nebraska Act de 1854 laissait le choix entre le maintien ou l’abolition de l’esclavage. L’opposition entre les deux camps dégénère en guerre civile dès le 21 novembre (Guerre de Wakarusa)[18].

- 24 novembre : abolition des fueros militaire et ecclésiastique au Mexique[14].
- 25-29 novembre : intervention américaine et européenne en Uruguay pour protéger les intérêts américains lors d’une tentative de révolution à Montevideo[19].

- 12 décembre : plan de Zacapoaxtla, programme politique conservateur contre les libéraux au Mexique[14].
- 14 décembre : promulgation du Code civil (es) au Chili, qui entre en vigueur le 1er janvier 1857. Inspiré de celui de Napoléon, il est rédigé par le juriste Andrés Bello sous le mandat du président Manuel Montt[20].
- 19 décembre : début de la Troisième Guerre séminole (fin en 1858)[21].

### Asie et Pacifique

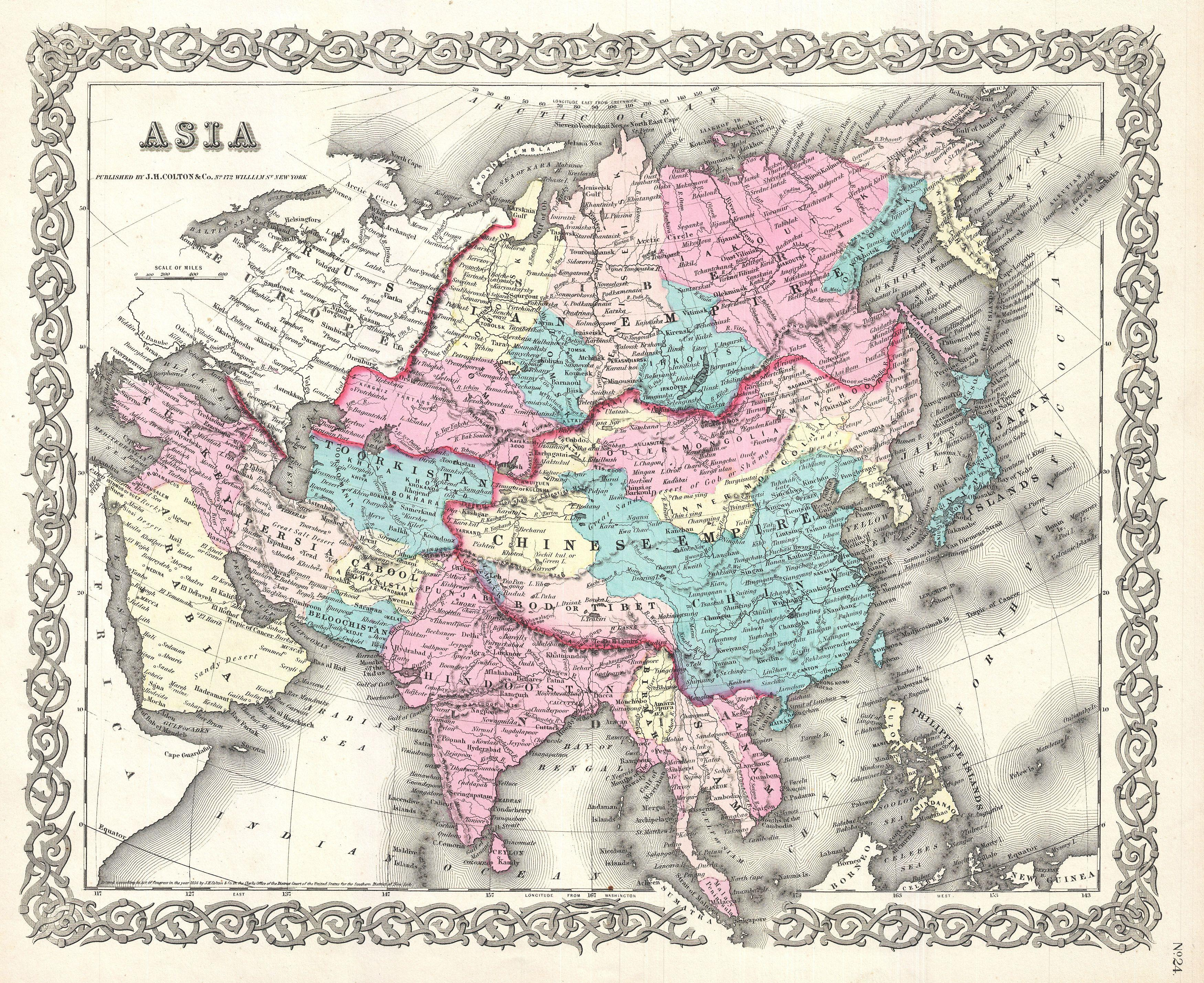
Carte de l’Asie publiée en 1855. Colton's Atlas of the World.

- 17 janvier : le chef du clan kirghize Borombai et dix mille familles de la lignée Bugu vivant dans la région de l’Yssyk Koul, jusqu’alors tributaires du khanat de Kokand, passent dans la vassalité russe[22].

- 7 février : signature du traité de Shimoda entre la Russie et le Japon. Sakhaline est déclarée indivise. Les Kouriles sont partagés entre Russes et Japonais[23]. La frontière est fixée dans les Kouriles entre Iturup et Urup. Les implantations coloniales de Sakhaline sont réciproquement reconnues.

- 30 mars : Dost Mohammad, roi d’Afghanistan conclut à Peshawar un accord de paix avec le gouvernement des Indes britanniques représenté par Sir Henry Lawrence[24]. La Perse reconnaît l’indépendance de l’Afghanistan mais revendique Herat (décembre)[25].

- 3 avril : victoire népalaise du général Dhir Shamsher sur le Tibet à la bataille de Chusan et prise de Kuti. Les Népalais envahissent le Tibet jusqu’à Suna Gompa, puis marchent sur Dzongka, prise après neuf jours de combats à la fin du mois. Les troupes tibétaines doivent se retirer sur Tingri. Les Gurkhas du Népal, dirigés par le puissant ministre Jung Bahadur Rana, occupent les districts frontaliers au sud du Tibet ; un traité complexe reconsidérera les relations entre les deux pays en 1856[26].
- 7 avril : soutenu par le roi Georges de Tonga, Cakobau remporte une victoire définitive sur les autres tribus lors de la bataille de Kaba et devient le chef des îles Fidji[27].
- 18 avril : le roi du Siam Rama IV signe un accord commercial avec le Royaume-Uni[28]. Le Siam est alors à son apogée : suzerain des royaumes du Lan Na, de Luang Prabang et de Champassak, des sultanats du nord de la Malaisie, il possède les provinces septentrionales du Cambodge et partage avec le Vietnam la suzeraineté sur le Cambodge.

- 30 juin : début de la révolte armée des Santals, minorités aborigènes du nord du Bengale, contre les Britanniques. Elle est réprimée avant la fin de l’année[29].

- 26 octobre-28 décembre : élections législatives néo-zélandaises[30].

- Guerre entre Hakkas et Cantonais en Chine (fin en 1867)[31].
- Une épidémie de peste bubonique apparaît au Yunnan en Chine. Elle réapparaît en 1866-1867, puis devient endémique dans les années 1880. Elle se diffuse dans le monde à partir de Hong Kong en 1894 (peste de Chine)[32].

### Europe
- 26 janvier : Camillo Cavour engage le Piémont dans l’alliance franco-britannique[33].
- 29 janvier : démission de lord Aberdeen sous la pression du Parlement britannique qui lui reproche sa médiocre conduite de la guerre contre la Russie[34].

- 6 février : début du premier ministère libéral d'Henry John Temple, vicomte Palmerston, Premier ministre du Royaume-Uni (fin en 1858)[35]. Palmerston, à la tête du nouveau parti libéral, reprend l’héritage des whigs en menant une politique conservatrice à l’intérieur et libérale à l’extérieur.
- 15 février : naufrage de la Sémillante dans les Bouches de Bonifacio au large des Îles Lavezzi. Elle partait à destination de Crimée pour apporter des vivres et des renforts aux troupes françaises[36].
- 17 février : victoire turque à la bataille d’Eupatoria[37].

- 2 mars : début du règne d’Alexandre II, tsar de Russie (fin en 1881)[33]. Il entreprend un programme de réformes.
- 15 mars : ouverture de la seconde conférence de Vienne, suspendue le 28 avril. Le 4 juin, les négociations sont rompues par la Russie devant les exigences des alliés[38].

- 15 mai : ouverture de l’Exposition universelle de Paris (jusqu'au 15 novembre)[39].
- 24 mai : expédition de Kertch. Une escadre franco-britannique pénètre en mer d'Azov avec des troupes pour y bloquer le ravitaillement par ce chemin de la Crimée[37].

- 7 juin : prise du Mamelon Vert à Sébastopol[40].
- 16 juin : début du siège de Kars en Turquie par les Russes[37] (fin le 27 novembre).
- 18 juin : échec du premier assaut contre la tour Malakoff[40].

- 2 juillet : grève générale en Catalogne[41].

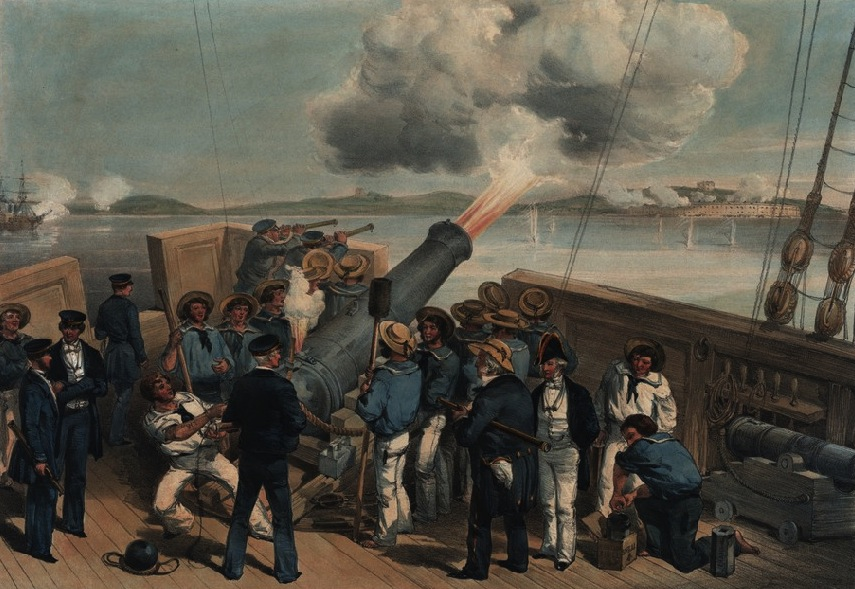
9 août : les britanniques bombardent Sveaborg.

- 6 août : une flotte franco-britannique jette l'ancre au large de la forteresse russe de Sveaborg (Finlande). Du 9 au 11 août, la flotte  bombarde Sveaborg, causant d’importantes destructions, notamment sur les quais et à l’arsenal[42].

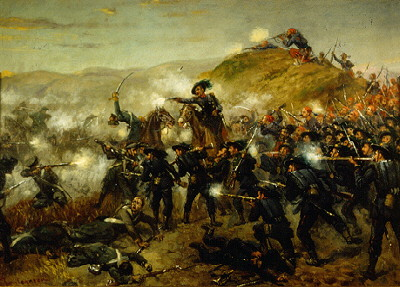
16 août : bataille de la Tchernaïa

- 16 août : victoire franco-sarde à la bataille de la Tchernaïa[37]. Une armée de 50 000 Russes commandée par le prince Alexandre Gortchakov attaque les lignes alliés sur le fleuve Tchernaïa, en Crimée. Les deux régiments du général français D’Herbillon repoussent l'attaque : 3 300 Russes sont tués, 1 650 blessés et 600 faits prisonniers. Les pertes alliées s’établissent à 1 200 dont 200 membres du contingent sarde. Les généraux russe Read et sarde Montevecchio sont tués.
- 18 août : concordat entre le Vatican et l’empire d’Autriche signé par le ministre de l’instruction publique et des cultes Leo von Thun-Hohenstein. L’Église voit reconnue sa compétence sur le droit matrimonial et sur les tribunaux et obtient la mainmise sur l’enseignement[43].
- 19-31 août : échec des forces franco-britanniques au siège de Taganrog[37].

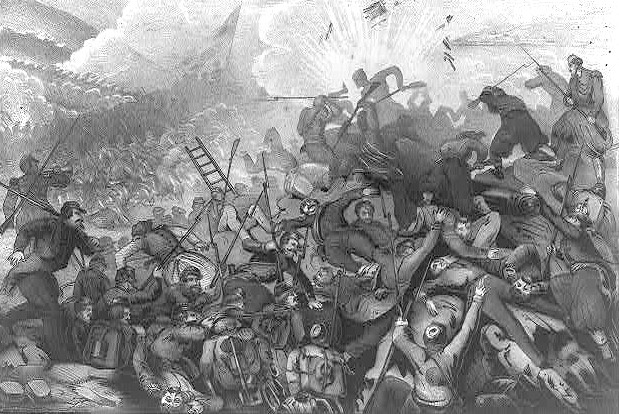
8 septembre : chute de la tour Malakoff

- 8 septembre : bataille de Malakoff. MacMahon enlève l’ouvrage de Malakoff (point central de la défense de Sébastopol)[44]. Le général Bosquet est grièvement blessé par un éclat d’obus lors de l’assaut définitif.
- 9 septembre : les Russes évacuent Sébastopol après 332 jours de siège. Le général Pelissier s’empare de la ville le lendemain[45].
- 10 septembre : prise de Sébastopol en Crimée[45].

- 17 octobre : victoire de la flotte franco-anglaise à la bataille de Kinburn[37].

- 21 novembre : traité de Stockholm entre la France, le Royaume-Uni et la Suède[33].
- 27 novembre : succès russes dans le Caucase, capitulation de Kars[46].

- 28 décembre : ultimatum autrichien à la Russie en faveur de la paix[33].

- Agitation paysanne en Ukraine, provoquée par les appels de miliciens pour la Crimée au début de l’année : les services de recrutement sont débordés par des dizaines de milliers de volontaires[47].

## Naissances en 1855
- 4 janvier : Jean-Baptiste Guth, peintre, illustrateur et caricaturiste français († 19 juillet 1922).
- 6 janvier : Lina Bill, peintre français († 26 août 1936).
- 9 janvier : Karl Edvard Diriks, peintre norvégien († 17 mars 1930).
- 10 janvier : Paterne Berrichon, poète, peintre, sculpteur et dessinateur français († 30 juillet 1922).
- 11 janvier : Joseph-André Gatteyrias, orientaliste et explorateur français († 24 mai 1883).
- 14 janvier : Raymond Saleilles, juriste français († 3 mars 1912).
- 15 janvier : Georges Tiret-Bognet, dessinateur, peintre et illustrateur français († 15 octobre 1935).
- 18 janvier : Alexandre Séon, peintre symboliste français († 5 mai 1917).
- 20 janvier : Ernest Chausson, compositeur français († 10 juin 1899).
- 25 janvier : Joseph Paul Meslé, peintre français († 20 juin 1927).
- 26 janvier : Esther Huillard, peintre française († 1er juillet 1928).
- 28 janvier : William Evans Hoyle, malacologiste britannique († 7 février 1926).

- 3 février :
  - Jan Hillebrand Wijsmuller, peintre néerlandais († 23 mai 1925).
  - Adela Orpen, écrivaine irlandaise († 17 février 1927).
- 11 février : Erik Werenskiold, peintre et dessinateur norvégien († 23 novembre 1938).
- 13 février : Paul Deschanel, futur président de la République française († 28 avril 1922).
- 15 février : Hubert Vos, peintre néerlandais († 8 janvier 1935).
- 16 février : Emma Herland, peintre française († 5 janvier 1947).
- 27 février :
  - Pierre Ernest Ballue, peintre et dessinateur français de l'École de Barbizon († 18 mai 1928).
  - Désiré Alfred Magne, peintre français († 6 février 1936).
  - Jakub Schikaneder, peintre bohémien puis tchécoslovaque († 15 novembre 1924).

- 7 mars :
  - Marie-Joseph Lagrange, exégète et théologien catholique français († 10 mars 1938).
  - Robert de Montesquiou, homme de lettres et dandy français († 11 décembre 1921).
- 11 mars :
  - Georges Fragerolle, musicien et compositeur français († 19 février 1920).
  - Francisque Noailly, peintre orientaliste et ciseleur sur cuivre français († 1942).
- 13 mars : Percival Lowell, astronome américain († 13 novembre 1916).
- 16 mars : Joseph Soulouque, prince haïtien († 19 janvier 1890).
- 25 mars : Paul Merwart, peintre franco-polonais († 8 mai 1902).
- 29 mars : Georges Rivière, peintre et critique d'art français  († 16 février 1943).
- 31 mars : Félix Tourdes, peintre français († 5 mars 1920).

- 5 avril : Michele Catti, peintre italien († 4 juillet 1914).
- 8 avril : Claude-Antoine Dussort, peintre français († 11 mars 1922).
- 9 avril : Josef Hellmesberger II, compositeur, violoniste et chef d'orchestre autrichien († 26 avril 1907).
- 10 avril : Étienne Tournès, peintre français († 25 mai 1931).
- 11 avril :
  - Jules Gabriel Dubois-Menant, peintre, lithographe et photographe français († 18 février 1921).
  - Ettore Ximenes, sculpteur, peintre et illustrateur italien († 20 décembre 1926).
- 17 avril : Paul Liot, peintre français († 9 septembre 1902).
- 18 avril : Paul de Longpré, peintre floral français († 29 juin 1911).
- 22 avril : 
  - Jean-Marc Bel, explorateur et géologue français († 16 janvier 1931).
  - Ernest Jean Delahaye, peintre français († 19 juin 1921).
- 23 avril : Auguste Joseph Delécluse, peintre français († 13 décembre 1928).
- 27 avril : Hans Olde, peintre allemand († 25 octobre 1917).
- 28 avril : José Malhoa, peintre portugais († 26 octobre 1933).

- 4 mai : Adolphe Giraldon, peintre, illustrateur et décorateur français († 21 mai 1933).
- 9 mai : Julius Röntgen, pianiste et compositeur germano-néerlandais († 13 septembre 1932).
- 11 mai : Anatoli Liadov, compositeur et chef d'orchestre russe († 28 août 1914).
- 12 mai : Franc-Lamy, peintre et graveur français († 13 avril 1919).
- 13 mai : Ludwig Deutsch, peintre orientaliste autrichien naturalisé français († 9 avril 1935).
- 16 mai : Jean-Victor Augagneur, homme politique français († 23 avril 1931).
- 21 mai : Émile Verhaeren, poète belge de langue française († 27 novembre 1916).
- 30 mai : André Gouirand, peintre, musicien et écrivain critique d'art français († 27 juin 1918).

- 3 juin : Edmond Lachenal, céramiste, peintre et sculpteur français († 10 juin 1948).
- 5 juin : Eugène Victor Bourgeois, peintre français († 5 juin 1909).
- 13 juin : Fritz Arthur Jusélius, industriel et conseiller des mines finlandais († 8 février 1930).
- 17 juin : Fritz Steinbach, chef d'orchestre et compositeur allemand († 13 août 1916).
- 20 juin : Albert Nyssens, homme politique belge († 20 août 1901).

- 2 juillet : Georg Pauli, peintre suédois († 28 novembre 1935).
- 9 juillet : Jacob Smits, peintre belgo-hollandais († 15 février 1928).
- 16 juillet : Georges Rodenbach, poète symboliste belge d'expression francophone († 25 décembre 1898).
- 17 juillet : Jean Henri Tayan, peintre et décorateur français († 17 juillet 1931).
- 21 juillet : Octave Gallian, peintre français († 10 janvier 1918).
- 25 juillet : Edward Solomon, compositeur, pianiste et chef d'orchestre anglais († 22 janvier 1895).

- 1er août : Giovanni Sottocornola, peintre italien († 12 février 1917).
- 2 août : Pierre Roche, sculpteur, peintre, céramiste, décorateur et graveur-médailleur français († 18 janvier 1922).
- 5 août : Louis Morin, caricaturiste, illustrateur et peintre français († 2 juin 1938).
- 16 août : Louise Marie Puisoye, peintre française († 14 mars 1942).
- 29 août : Ivan Bogdanov, peintre de genre russe puis soviétique († 25 décembre 1932).
- 30 août : Ramón Lorenzo Falcón, militaire, homme politique et commissaire de police argentin († 14 novembre 1909).

- 1er septembre : Eugène Boch, peintre belge († 3 janvier 1941).
- 2 septembre : Otto Strützel, peintre allemand († 25 décembre 1930).
- 4 septembre : Charles-Louis Houdard, peintre et graveur français († 25 janvier 1931).
- 5 septembre : Karl Cartier, peintre français († juillet 1925).
- 9 septembre : Jean Gabriel Dufaud, médecin français († 7 janvier 1900).
- 10 septembre : Robert Johann Koldewey, architecte et archéologue allemand, découvreur de Babylone († 4 février 1925).
- 12 septembre : Jacobus van Looy, peintre néerlandais († 24 février 1930).
- 15 septembre : Georges Fournier, peintre, céramiste et photographe français († 10 mars 1931).
- 24 septembre : Teodor Pejačević, homme politique et noble austro-hongrois et croate († 22 juillet 1928).
- 25 septembre : Jean Caire, peintre français († 21 avril 1935).
- 29 septembre :
  - Johann von Dallwitz, homme politique allemand († 2 août 1919).
  - Jean-Jacques Scherrer, peintre français († 16 mai 1916).

- 5 octobre : Carl Friese, acteur et metteur en scène allemand († 9 mai 1912).
- 12 octobre : Arthur Nikisch, chef d'orchestre, pédagogue hongrois († 23 janvier 1922).
- 15 octobre : Nicolaas van der Waay, peintre, aquarelliste, dessinateur et lithographe néerlandais († 18 décembre 1936).
- 19 octobre : Domingo Laporte, peintre et graveur uruguayen († 1928).
- 20 octobre : Xu Shichang, homme politique chinois († 5 juin 1939).
- 26 octobre : Marcel de Chollet, peintre suisse († 30 juillet 1924).
- 31 octobre : Paul Chocarne-Moreau, peintre naturaliste et illustrateur français († 5 mai 1930).

- 2 novembre : Allan Österlind, peintre suédois († 18 janvier 1938).
- 12 novembre :
  - Carlo Chessa, peintre, graveur et illustrateur italien († 24 août 1912).
  - Marcel Louis Sauvaige, peintre français († 28 octobre 1927).
- 20 novembre : Michalina Stefanowska, neurophysiologiste et biologiste polonaise († 15 décembre 1942).

- 6 décembre : Frank Myers Boggs, peintre français d'origine américaine († 8 août 1926).
- 10 décembre : Berthe Burgkan, peintre française († 28 décembre 1936).
- 11 décembre : Julian Edwards, compositeur anglo-américain († 5 septembre 1910).
- 14 décembre : Vincenzo Volpe, peintre italien († 9 février 1929).
- 15 décembre : Adrien Karbowsky, peintre, dessinateur, architecte et décorateur français († 1945).
- 17 décembre :
  - Jules Louis Rame, peintre français († 8 février 1927).
  - Suze Robertson, peintre néerlandaise († 18 octobre 1922).
- 18 décembre : Henri Coulon, peintre et avocat français († 22 février 1936).
- 26 décembre : Jules Monge, peintre français († 1er juillet 1934).
- 27 décembre : Emilio Núñez, soldat, dentiste et homme politique cubano-américain († 5 mai 1922).

- Date précise inconnue :
  - Michel Mauléart Monton, musicien, pianiste et compositeur haïtien († 1898).
  - Éloi Ouvrard, artiste de café-concert interprète, compositeur, parolier et journaliste français († 1938).
  - Georges Rivière, peintre et critique d'art français († 1943).
  - George Roux, illustrateur peintre français († 1929).
  - Octavie Charles Paul Séailles, peintre et graveuse française († 1944).

## Décès en 1855
- 19 janvier : Paulin Guérin, peintre français (° 25 mars 1783).
- 26 janvier : Gérard de Nerval, poète français (° 22 mai 1808).
- ? janvier : Richard Spurr, ébéniste et homme politique britannique (° 1800).

- 20 février : Angélique Mongez, peintre néoclassique française (° 1er mai 1775).
- 23 février :
  - Carl Friedrich Gauss, mathématicien allemand (° 30 avril 1777).
  - Jean-Baptiste Peytavin, peintre d'histoire et de compositions religieuses français (° 9 novembre 1767).
  - Jodocus Sebastiaen van den Abeele, peintre belge (° 20 janvier 1797) ou 21 janvier.

- 1er mars : Dimitrije Avramović, peintre et écrivain serbe (° 15 mars 1815).
- 2 mars : Nicolas Ier, tsar de Russie (° 6 juillet 1796).
- 9 mars : Louis-Édouard Rioult, peintre français (° 26 octobre 1790).
- 17 mars : Ramón Carnicer, compositeur et pédagogue espagnol (° 24 octobre 1789).
- 20 mars : Eugénie Servières, peintre française (° 1786).
- 25 mars : Benjamin Rolland, peintre français (° 1777).
- 29 mars : Mariano de Aycinena y Piñol, homme politique guatémaltèque (° 16 septembre 1789).
- 31 mars : Charlotte Brontë, romancière britannique (° 21 avril 1816).

- 10 avril : Ernst Ferdinand Oehme, peintre allemand (° 23 avril 1797).
- 12 avril : Pedro Albéniz, pianiste, organiste, pédagogue et compositeur espagnol (° 14 avril 1795).
- 13 avril : Henry De la Beche, géologue britannique (° 10 février 1796).
- 18 avril : Jean-Baptiste Isabey, peintre français (° 11 avril 1767).
- 19 avril : Manuel Francisco Pavón Aycinena, homme politique guatémaltèque (° 30 janvier 1798).
- 30 avril : Henry Rowley Bishop, compositeur anglais (° 18 novembre 1786).

- 4 mai : Camille Pleyel, musicien français, directeur de la compagnie musicale Pleyel, fondateur de la première salle Pleyel (° 18 décembre 1788).
- 24 mai : Louis de Robiano, homme politique belge (° 10 mars 1781).
- 26 mai : Jean Isidore Harispe, maréchal de France et comte d'Empire, à Lacarre (° 7 décembre 1768).

- 9 juin : Arthur Guinness II, brasseur, banquier, homme politique et meunier irlandais (° 12 mars 1768).
- 16 juin : Pierre Félix Trezel, peintre français (° 16 juin 1782).

- 12 juillet : Isidore Valleix, médecin français (° 14 janvier 1797).
- 13 juillet : Manuel Alves Branco, juge, avocat, économiste et homme politique brésilien (° 7 juin 1797).

- 9 août : Louis-Alexandre Péron, peintre français (° 11 février 1776).
- 13 août : Richard Bourke, homme politique britannique (° 4 mai 1777).
- 16 août : Auguste Vinchon, peintre français (° 5 août 1789).

- 13 septembre : Giuseppe Bezzuoli, peintre italien (° 28 novembre 1784).
- 29 septembre : Camille Roqueplan, peintre français (° 18 février 1803).

- 16 octobre : Antonio García Reyes, journaliste et homme politique chilien († 15 avril 1817).
- 24 octobre : Henryka Beyer, peintre allemand (° 7 mars 1782).

- 3 novembre : François Rude, sculpteur français (° 4 janvier 1784).
- 11 novembre : Søren Kierkegaard, philosophe danois (° 5 mai 1813).
- 26 novembre : Adam Mickiewicz, poète polonais (° 24 décembre 1798).

- 15 décembre : Charles Sturm, mathématicien français (° 23 septembre 1803).
- 25 décembre : Gatien Marcailhou, musicien français (° 18 décembre 1807).

- Date inconnue :
  - Antoine-Émile Grimaud, peintre français (° 15 octobre 1821).
  - Giovanni Paolo Lasinio, graveur et peintre italien (° vers 1796).
  - Jacques Pierre François Salmon, peintre français (° 1781).